# Put Your Hands Up (If You Feel Love)
"Put Your Hands Up (If You Feel Love)" je pjesma australske pjevačice Kylie Minogue s njenog jedanaestog studijskog albuma Aphrodite (2010). Pjesma je objavljena kao četvrti i posljednji singl albuma je 29. svibnja 2011. U početku trebao biti dio turneje izdanje svog albuma Aphrodite, jedan je prvi put objavljena u Japanu 29. svibnja 2011. kao digitalni paket, uključujući novu pjesmu pod nazivom "Silence". Ista verzija i druga verzija s remiksima su pušteni u Europi 3. lipnja 2011. Pjesme na CD-u su također objavljen digitalno, što je ukupno tri digitalne pakete izdana u Minogue svoje domovine, sve 3. lipnja 2011.

## Popis pjesama
Digital EP 1
1. "Put Your Hands Up (If You Feel Love)" – 3:38
2. "Put Your Hands Up (If You Feel Love)" (Pete Hammond Remix) – 7:54
3. "Put Your Hands Up (If You Feel Love)" (Basto's Major Mayhem Edit) – 3:00
4. "Put Your Hands Up (If You Feel Love)" (Live from Aphrodite/Les Folies) – 3:49
5. "Silence" – 3:42

Digital EP 2 / CD single
1. "Put Your Hands Up (If You Feel Love)" – 3:39
2. "Put Your Hands Up (If You Feel Love)" (Pete Hammond Remix Radio Edit) – 3:35
3. "Put Your Hands Up (If You Feel Love)" (Pete Hammond Remix) – 7:55
4. "Cupid Boy" (Live From London) – 5:34
5. "Cupid Boy" (Stereogamous Vocal Mix) – 6:59

The Remixes digital EP
1. "Put Your Hands Up (If You Feel Love)" (Nervo Hands Up Extended Club Mix) – 6:57
2. "Put Your Hands Up (If You Feel Love)" (Basto's Major Mayhem Mix) – 5:22
3. "Put Your Hands Up (If You Feel Love)" (Basto's Major Mayhem Dub) – 5:50
4. "Put Your Hands Up (If You Feel Love)" (Bimbo Jones Remix) – 6:02
5. "Put Your Hands Up (If You Feel Love)" (Pete Hammond Remix Edit) – 4:37

## Top ljestvice
| Top ljestvica (2011.)               | Najviša pozicija |
| ----------------------------------- | ---------------- |
| Australija (ARIA Charts)            | 50               |
| Austrija (Ö3 Austria Top 40)        | 38               |
| Belgija (Ultratop Flandrija)        | 36               |
| Velika Britanija (UK Singles Chart) | 93               |
| SAD (Hot Dance Club Play)           | 1                |

## Povijest objavljivanja
| Regija           | Datum             | Format                                             | Izdavač                |
| ---------------- | ----------------- | -------------------------------------------------- | ---------------------- |
| Danska           | 29. svibnja 2011. | Digital EP 1                                       | EMI                    |
| Francuska        | 29. svibnja 2011. | Digital EP 1                                       | EMI                    |
| Njemačka         | 29. svibnja 2011. | Digital EP 1                                       | EMI                    |
| Irska            | 29. svibnja 2011. | Digital EP 1                                       | EMI                    |
| Japan            | 29. svibnja 2011. | Digital EP 1                                       | EMI                    |
| Meksiko          | 29. svibnja 2011. | Digital EP 1                                       | EMI                    |
| Velika Britanija | 29. svibnja 2011. | Digital EP 1                                       | Parlophone             |
| Danska           | 3. lipnja 2011.   | The Remixes digital EP                             | EMI                    |
| Francuska        | 3. lipnja 2011.   | The Remixes digital EP                             | EMI                    |
| Njemačka         | 3. lipnja 2011.   | The Remixes digital EP                             | EMI                    |
| Irska            | 3. lipnja 2011.   | The Remixes digital EP                             | EMI                    |
| Japan            | 3. lipnja 2011.   | The Remixes digital EP                             | EMI                    |
| Meksiko          | 3. lipnja 2011.   | The Remixes digital EP                             | EMI                    |
| Austrija         | 3. lipnja 2011.   | Digital EP 1, The Remixes digital EP               | EMI                    |
| Belgija          | 3. lipnja 2011.   | Digital EP 1, The Remixes digital EP               | EMI                    |
| Finska           | 3. lipnja 2011.   | Digital EP 1, The Remixes digital EP               | EMI                    |
| Italija          | 3. lipnja 2011.   | Digital EP 1, The Remixes digital EP               | EMI                    |
| Nizozemska       | 3. lipnja 2011.   | Digital EP 1, The Remixes digital EP               | EMI                    |
| Švicarska        | 3. lipnja 2011.   | Digital EP 1, The Remixes digital EP               | EMI                    |
| Novi Zeland      | 3. lipnja 2011.   | Digital EP 1, Digital EP 2, The Remixes digital EP | Warner Music Australia |
| Australija       | 3. lipnja 2011.   | Digital EP 1, Digital EP 2, The Remixes digital EP | Warner Music Australia |
| Velika Britanija | 5. lipnja 2011.   | The Remixes digital EP                             | Parlophone             |
| Kanada           | 7. lipnja 2011.   | Digital EP 1, The Remixes digital EP               | Astralwerks            |
| Velika Britanija | 7. lipnja 2011.   | Digital EP 1, The Remixes digital EP               | Astralwerks            |
| Španjolska       | 7. lipnja 2011.   | Digital EP 1, The Remixes digital EP               | EMI                    |
| Australija       | 7. lipnja 2011.   | CD single                                          | Warner Music Australia |